# Оберн (Пенсільванія)
Оберн (англ. Auburn) — місто (англ. borough) в США, в окрузі Скайлкілл штату Пенсільванія. Населення — 660 осіб (2020).

## Географія
Оберн розташований за координатами 40°35′43″ пн. ш. 76°5′51″ зх. д. / 40.59528° пн. ш. 76.09750° зх. д. (40.595282, -76.097451).  За даними Бюро перепису населення США в 2010 році місто мало площу 4,34 км², з яких 4,20 км² — суходіл та 0,13 км² — водойми.

## Демографія
Згідно з переписом 2010 року, у селищі мешкала 741 особа в 304 домогосподарствах у складі 207 родин. Густота населення становила 171 особа/км².  Було 327 помешкань (75/км²).
Расовий склад населення:
| - 97,7 % — білих - 0,4 % — чорних або афроамериканців - 0,3 % — азіатів - 1,1 % — осіб інших рас |

До двох чи більше рас належало 0,5 %. Частка іспаномовних становила 1,3 % від усіх жителів.
За віковим діапазоном населення розподілялося таким чином: 22,3 % — особи молодші 18 років, 62,7 % — особи у віці 18—64 років, 15,0 % — особи у віці 65 років та старші. Медіана віку мешканця становила 43,9 року. На 100 осіб жіночої статі у селищі припадало 103,6 чоловіків;  на 100 жінок у віці від 18 років та старших — 101,4 чоловіків також старших 18 років.
Середній дохід на одне домашнє господарство  становив 52 223 долари США (медіана — 45 000), а середній дохід на одну сім'ю — 54 646 доларів (медіана — 48 750). За межею бідності перебувало 5,4 % осіб, у тому числі 0,0 % дітей у віці до 18 років та 10,7 % осіб у віці 65 років та старших.
Цивільне працевлаштоване населення становило 400 осіб. Основні галузі зайнятості: виробництво — 30,5 %, освіта, охорона здоров'я та соціальна допомога — 19,5 %, роздрібна торгівля — 15,0 %.